# Trichoniscus foveolatus
Trichoniscus foveolatus là một loài chân đều trong họ Trichoniscidae. Loài này được Vandel miêu tả khoa học năm 1951.